# Естефані Еспін
Естефані Еспін (ісп. Estéfani Espín; 22 червня 1985, Кіто) — еквадорська журналістка й телеведуча. Працювала на CNN та була керівником проекту «Хто хоче бути мільйонером?» на телеканалі Ecuavisa.

## Біографія
Закінчила факультет журналістики та менеджменту в Університеті штату Небраска. Почала працювати як ведуча розмовних студій на радіо CNN, а згодом перейшла редактором новин на іспанську редакцію CNN. 2008 вона повернулася до Еквадору для роботи на найбільшому каналі країни Ecuavisa. З'явилася у щоденній програмі Televistazo, але залишила роботу через контакти з опальними політичними персонами.
2012 пані Еспін керувала популярним проектом на телеканалі Ecuavisa «Хто хоче стати мільйонером?».